# Valerie Bettis
Valerie Elizabeth Bettis (diciembre de 1919 - 26 de septiembre de 1982) fue una bailarina moderna y coreógrafa estadounidense. Ella encontró el éxito en el teatro musical, ballet, y como bailarina solista.

## Trayectoria
Valerie Bettis nació posiblemente el 19 ó 20 de diciembre de 1919 en Houston, Texas. Sus padres eran Royal Holt Bettis y Valerie Elizabeth Bettis (McCarthy). Su padre murió cuando ella tenía trece años de edad, después de lo cual su madre se casó con Hugh Prather. En 1943, Bettis se casó con Bernardo Segall, quien era entonces su director musical de la compañía, aunque el matrimonio terminó en divorcio en 1955. En 1959, se casó con Arthur A. Schmidt, que murió en 1969. El 26 de septiembre de 1982, Bettis murió en el Centro Médico Beth Israel en Manhattan a la edad de 62 años.